# Chlorocalliope calliope
Chlorocalliope calliope är en fjärilsart som beskrevs av George Francis Hampson 1910. Chlorocalliope calliope ingår i släktet Chlorocalliope och familjen tandspinnare. Inga underarter finns listade i Catalogue of Life.